# Зарубани
Заруба́ни —  село в Україні, у Яворівському районі Львівської області. Населення становить 219 осіб. Орган місцевого самоврядування — Яворівська міська рада.

## Історія
Село Улицько Зарубане належало до Равського повіту. На 01.01.1939 в селі проживало 1060 мешканців, з них 790 українців-грекокатоликів, 210 українців-римокатоликів, 20 поляків, 30 євреїв і 10 німців.